# Malhas do Sul de Minas

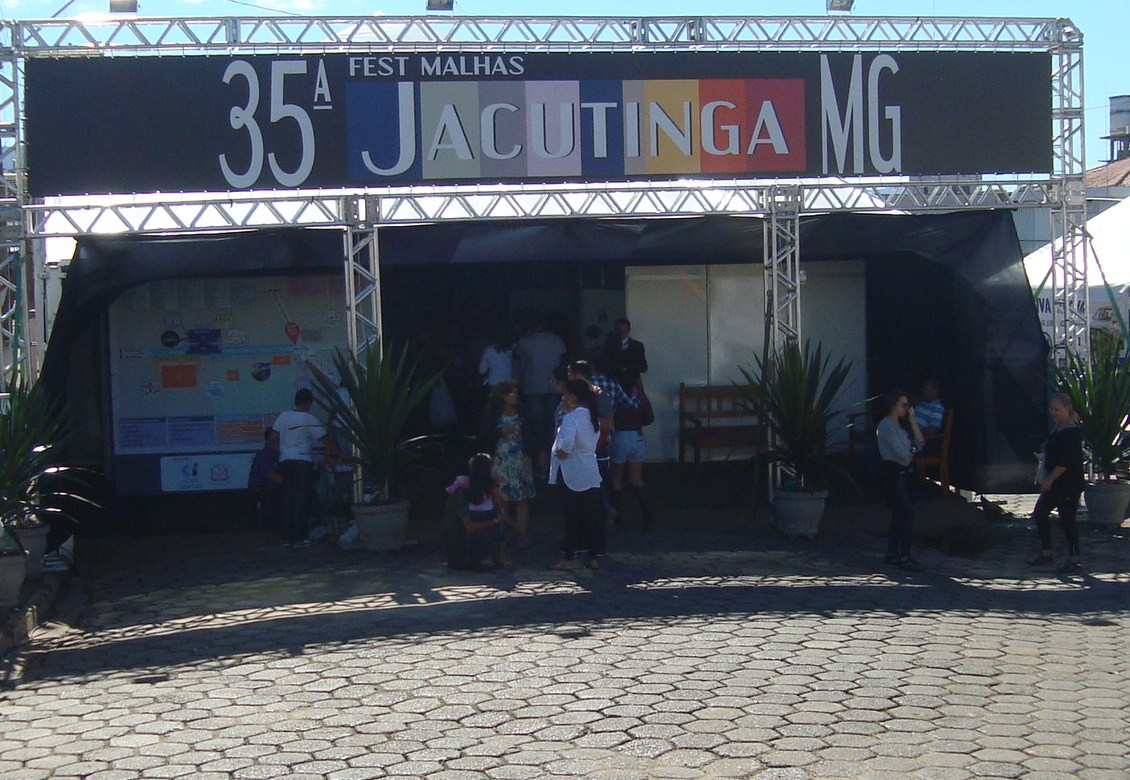
Pavilhão do Festival de Malhas de Jacutinga.

Malhas do Sul de Minas é um circuito turístico do estado brasileiro de Minas Gerais integrado por cinco municípios da mesorregião do Sul e Sudoeste de Minas: Borda da Mata, Inconfidentes, Jacutinga, Monte Sião e Ouro Fino. 
A região desenvolveu-se com o crescimento de diversas confecções de malhas e atualmente o principal sustento vem da atividade. Monte Sião é chamada a “Capital Nacional do Tricô” e Jacutinga tornou-se a “Capital Nacional da Malha”. Anualmente, são organizadas feiras, que se tornaram grandes eventos, para exposição e revenda da produção locais.
Por serem cidades localizadas próximas a divisa de estado, fazem parte do Circuito das Malhas as cidades paulistas de Águas de Lindoia, Serra Negra e Socorro, localizadas a aproximadamente 200 quilômetros da capital do estado e aproximadamente 100 quilômetros de Campinas.

## História
De origem principalmente italiana, a região surgiu em meados de 1800, após o ciclo do ouro, quando iniciou-se a atividade agropecuária. 
Monte Sião foi fundada em 1838, chamando-se inicialmente Jabuticabal (1838) e mais tarde em 1854 passou a se chamar Monte Sião.
Jacutinga, criada em 1835 quando foi construída a primeira capela do povoado que então era chamado de Ribeirão de Jacutinga. 
Borda da Mata, criada em 1858, destacou-se pela produção de pijamas e também está inserida na rota do Caminho da Fé, percorrida por fiéis a pé por mais de 400 km de Tambaú/SP até Aparecida/SP. 
Ouro Fino surgiu 1788, mas apenas em 1880 foi elevada à categoria de cidade e além da produção de malharia. Sua economia também contou com forte produção de café e ainda hoje as grandes plantações fazem de suas montanhas belas paisagens.
A cidade de Inconfidentes originou-se com a vinda dos bandeirantes em busca de ouro nesta região. Mas a atividade mineradora não surtiu o efeito esperado, e o povoado de Mogi Acima, primeiro nome do lugar, passou a dedicar-se a agricultura. As terras de Inconfidentes passaram por diversas propriedades e apenas em 1953 foi elevado a distrito.

O tricô era uma tradição entre as mulheres da colônia Italiana, e com a mecanização (década de 70), substituiu a agricultura como fonte de renda e deu a fama à cidade.

## População e PIB dos municípios do Circuito das Malhas[6]
| Cidade        | População (2010 est. IBGE) | PIB (2010 est. IBGE) |
| ------------- | -------------------------- | -------------------- |
| Ouro Fino     | 31.568                     | 431.161 mil          |
| Monte Sião    | 22.203                     | 230.487 mil          |
| Jacutinga     | 22.772                     | 298.910 mil          |
| Borda da Mata | 17.118                     | 149.177 mil          |
| Inconfidentes | 6.908                      | 53.903 mil           |

## Rodovias
Fazem parte desse circuito as rodovias MG-290, MG-295 e MG-459.
| Municípios    | Rodovias        |
| ------------- | --------------- |
| Borda da Mata | MG-290          |
| Inconfidentes | MG-290 e MG-295 |
| Jacutinga     | MG-290          |
| Monte Sião    | MG-459          |
| Ouro Fino     | MG-290 e MG-459 |

### Município Mais Populoso
Ouro Fino

### Aeroportos
Ouro Fino

## Turismo
A região do Circuito das Malhas possui atrativos. Os principais deles são: o Parque Primo Raphaelli, a Trilha para a Cachoeira, o Teatro Municipal (na av. Barão do Rio Branco), o Pico da Forquilha, o Museu do Tricô em Jacutinga e a Igreja Matriz de Santo Antonio. 

## Comércio
Atualmente a região é uma importante produtora nacional de vestuário de tricô e malharia. Estima-se que apenas a cidade de Jacutinga seja responsável pela produção de cerca de dois milhões de peças por mês, em seu parque industrial de micro-empresas utilizando tecnologia de última geração.. Com o crescimento da internet, a comercialização dos produtos fabricados pelas malharias da região atualmente também é feita online.. O PIB conjunto das cinco cidades que compõem o Circuito das Malhas foi em 2010, de acordo com última estimativa do IBGE, de R$ 1.16 bilhões.